# سيباستيان يونغ
سيباستيان ألكساندر يونغ (بالألمانية: Sebastian Alexander Jung)‏ (مواليد 22 يونيو 1990 في كونيغاشتاين ايم تاونوس - ألمانيا الغربية) هو لاعب كرة قدم ألماني يلعب في مركز الظهير الأيمن.

## روابط خارجية
- سيباستيان يونغ على موقع الاتحاد الأوربي (الإنجليزية)
- سيباستيان يونغ على موقع قاعدة بيانات كرة القدم.إي يو (الإنجليزية)
- سيباستيان يونغ على موقع بيانات كرة القدم. دي إي (الألمانية)
- سيباستيان يونغ على موقع ناشيونال فوتبول تيمز (الإنجليزية)
- سيباستيان يونغ على موقع Soccerway.com (الإنجليزية)
- سيباستيان يونغ على موقع عالم كرة القدم.نت (الإنجليزية)
- سيباستيان يونغ على موقع كووورة
- سيباستيان يونغ على موقع AS.com (الإسبانية)